# Orahili (Sirombu)
Orahili is een bestuurslaag in het regentschap Nias Barat van de provincie Noord-Sumatra, Indonesië. Orahili telt 307 inwoners (volkstelling 2010).